# Aptesis incompta
Aptesis incompta là một loài tò vò trong họ Ichneumonidae.